# جمعية مقرين الرياضية
جمعية مقرين الرياضية (بالفرنسية: Association Mégrine Sport)‏، وهي جمعية رياضية تونسية تأسست سنة 1948 بمدينة مقرين بولاية بن عروس.

## الألقاب
| كرة القدم                                                     | كرة اليد                           |
| بطل الرابطة التونسية المحترفة الثانية لكرة القدم - 1976, 1981 | كأس تونس لكرة اليد النسائية - 1995 |
| بطل الرابطة التونسية المحترفة الثالثة لكرة القدم - 2005       | كأس تونس لكرة اليد النسائية - 1995 |